# Anotogaster chaoi
Anotogaster chaoi là loài chuồn chuồn trong họ Cordulegastridae. Loài này được Zhou miêu tả khoa học đầu tiên năm 1998.